# Птиця Іван
Птиця Іван (1895 — 1931) — співак-бас і актор у трупі Дмитра Гайдамаки.
Походив з Харківщини, грав у трупі Миколи Садовського. З 1915 співробітник Союзу Визволення України, організатор і режисер таборових театрів — у таборі полонених у Фрайштадті й у Чехословаччині. Грав Івана у п'єсі Карпенка-Карого «Суста», Андрія в опері Миколи Лисенка «Тарас Бульба».
Помер від туберкульозу.